# Benoschofsky Imre
Benoschofsky Imre (Budapest, 1903. február 6. – Budapest, 1970. július 5.) országos vezető főrabbi. Vallásos műveltsége mellett hatalmas világi műveltséggel is rendelkezett, ahogy nagy elődjei is, akik a neológ rabbi ideáljaként rendelkeztek ezzel a széles tudással.

## Élete
A budapesti tudományegyegytemen bölcsészdoktorátust (1926), majd rabbioklevelet (1928) szerzett. 1926-tól lágymányosi, 1928-tól budai rabbi. A Budapesti III. Kerületi Magyar Királyi Állami Főgimnáziumban 1926-1931 között tanította az izraelita hittant. 1928-tól több mint harminc éven át a Zsigmond utcai (mai Frankel Leó utca) zsinagóga rabbija volt. 1936-tól főrabbi, 1960-tól országos vezető főrabbi volt. A holokauszt idején munkaszolgálatra hurcolták.1945-től haláláig az Országos Rabbiképző Intézet homiletikai és vallásfilozófiai professzoraként is működött. Cikkeit közölték az IMIT Évkönyvei, a Budai Hitközség Értesítője, az Új Élet, a Heller Bernát- (1941), a Lőw Immánuel- (1947) és a Pfeiffer Izsák-emlékkönyv (1950).
Tudományos munkássága is szerteágazó volt. Számos tanulmányt publikált többek között az IMIT évkönyveiben, illetve a Heller Bernát- és a Löw Immánuel-emlékkönyvben. 1946-ban szerkesztésében jelent meg a Maradék zsidóság című kötet, amely a zsidó közösség veszteségeinek gyötrő kérdéseivel és a közösség újraépítésének lehetőségeivel foglalkozik.

## Művei
- Majmuni arisztotelizmusa (doktori értekezés), Budapest, 1926
- Zsidóságunk tanításai (összefoglaló teológiai és vallástörténeti tanulmány), 1941
- Maradék-zsidóság (teológiai írások), Budapest, 1946
- Harminc év után (beszédek), Budapest, 1958